# Michail Pervolarakis
Michail Pervolarakis (in greco Μιχαήλ Περβολαράκης?; Limassol, 6 giugno 1996) è un tennista cipriota naturalizzato greco.
Dal 2019 fa parte della squadra greca di Coppa Davis e ha partecipato a tutte e tre le edizioni dell'ATP Cup.

## Statistiche
Aggiornate al 9 luglio 2023.

### Tornei minori

#### Singolare

##### Vittorie (3)
| Legenda tornei minori |
| Challenger (0)        |
| ITF (3)               |

| N. | Data           | Torneo                | Superficie | Avversario in finale | Punteggio |
| 1. | 12 maggio 2019 | M15 Heraklion, Candia | Cemento    | Henry Craig          | 6-2, 7-5  |
| 2. | 2 giugno 2019  | M15 Heraklion, Candia | Cemento    | Aidan McHugh         | 6-1, 6-4  |
| 2. | 22 maggio 2022 | M15 Cancun, Cancun    | Cemento    | Huang Haoyuan        | 6-3, 6-4  |

##### Sconfitte in finale (3)
| N. | Data              | Torneo                                     | Superficie | Avversario in finale | Punteggio     |
| 1. | 22 luglio 2018    | Malaysia F3, Kuala Lumpur                  | Cemento    | Maciej Smola         | 3-6, 6-3, 3-6 |
| 2. | 26 settembre 2021 | M25 Johannesburg / Ellispark, Johannesburg | Cemento    | Alastair Gray        | 6-4, 3-6, 2-6 |
| 3. | 14 novembre 2021  | M25 Afula, Afula                           | Cemento    | Naoki Nakagawa       | 6-4, 4-6, 3-6 |

#### Doppio

##### Vittorie (11)
| Legenda tornei minori |
| Challenger (3)        |
| ITF (8)               |

| N.  | Data              | Torneo                      | Superficie  | Compagno             | Avversari in finale                | Punteggio               |
| 1.  | 16 settembre 2018 | Canada F7, Toronto          | Cemento     | Francesco Ferrari    | Felix Corwin Takuto Niki           | 6-3, 6-3                |
| 2.  | 4 novembre 2018   | Greece F6, Candia           | Cemento     | Francesco Ferrari    | Lucas Catarina Baptiste Crepatte   | 7–6(4), 6-0             |
| 3.  | 11 novembre 2018  | Greece F6, Candia           | Cemento     | Francesco Ferrari    | Vít Kopřiva David Pichler          | 6-3 6-3                 |
| 4.  | 17 marzo 2019     | M15 Arcadia, Arcadia        | Cemento     | Matic Špec           | Simon Freund Karl Friberg          | 6-4, 6-3                |
| 5.  | 28 aprile 2019    | M25+H Abuja, Abuja          | Cemento     | Dan Added            | Arjun Kadhe Vijay Sundar Prashanth | 6-4, 6-4                |
| 6.  | 16 giugno 2019    | M15 Akko, Acri              | Cemento     | Markos Kalovelonis   | Julian Bradley Florian Lakat       | 6(9)–7, 6-4, [10-6]     |
| 7.  | 20 giugno 2021    | M25 Tulsa, Tulsa            | Cemento     | Strong Kirchheimer   | JC Aragone Nicolás Barrientos      | 6-1, 4-6, [10-7]        |
| 8.  | 20 febbraio 2022  | M25 Cancun, Cancun          | Cemento     | Geoffrey Blancaneaux | Boris Arias Federico Zeballos      | 6-2, 4-6, [11-9]        |
| 9.  | 11 giugno 2022    | Orlando Open, Orlando       | Cemento     | Chung Yun-seong      | Malek Jaziri Kaichi Uchida         | 6(5)–7, 7–6(3), [16-14] |
| 10. | 12 novembre 2022  | Calgary Challenger, Calgary | Cemento (i) | Maximilian Neuchrist | Julian Ocleppo Kai Wehnelt         | 6-4, 6-4                |
| 11. | 22 aprile 2023    | Morelos Open, Cuernavaca    | Cemento     | Skander Mansouri     | Benjamin Lock Rubin Statham        | 6-4, 6-4                |

##### Sconfitte in finale (7)
| N. | Data              | Torneo                                                 | Superficie  | Compagno             | Avversari in finale               | Punteggio           |
| 1. | 21 aprile 2019    | M25+H Abuja, Abuja                                     | Cemento     | Dan Added            | Sadio Doumbia Fabien Reboul       | 4-6, 7-5, [6-10]    |
| 2. | 12 maggio 2019    | M15 Heraklion, Candia                                  | Cemento     | Petros Tsitsipas     | Lloyd Glasspool Aidan McHugh      | 6(5)–7, 6(2)–7      |
| 3. | 25 luglio 2021    | Cary Challenger, Cary                                  | Cemento     | Petros Chrysochos    | Christian Harrison Dennis Novikov | 3-6, 3-6            |
| 4. | 26 settembre 2021 | M25 Johannesburg / Ellispark, Johannesburg             | Cemento     | Markos Kalovelonis   | Alec Beckley Vaughn Hunter        | 1-6 6(5)–7          |
| 5. | 20 giugno 2021    | Bahrain Ministry Of Interior Tennis Challenger, Manama | Cemento     | Maximilian Neuchrist | Nuno Borges Francisco Cabral      | 5-7, 7–6(5), [8-10] |
| 6. | 15 aprile 2023    | Challenger León, León                                  | Cemento     | Maximilian Neuchrist | Aziz Dougaz Antoine Escoffier     | 6(5)–7, 6-3, [5-10] |
| 7. | 8 luglio 2023     | Tennis Open Karlsruhe, Karlsruhe                       | Terra rossa | Vít Kopřiva          | Neil Oberleitner Tim Sandkaulen   | 1-6, 1-6            |